# استرلینگ (اکلاهما)
استرلینگ(به انگلیسی: Sterling) شهری در ایالت اکلاهما کشور ایالات متحده آمریکا است که جمعیت آن در سرشماری سال ۲۰۱۰ میلادی، ۷۹۳ نفر بوده‌است.